# Papájovité

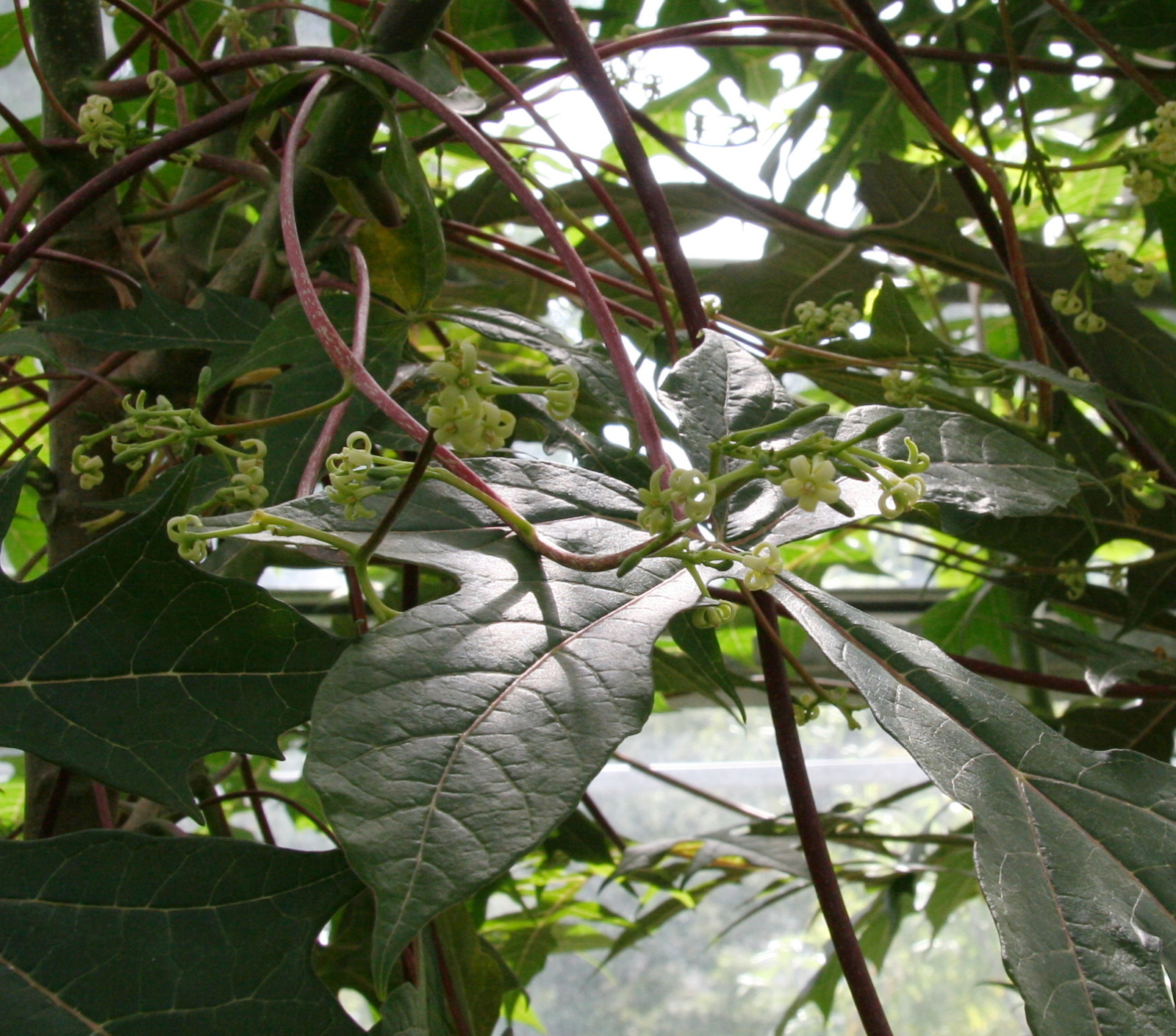
Listy a samičí květy Vasconcellea monoica

Papájovité (Caricaceae) je čeleď teplomilných rostlin, převážně s velkými jedlými plody, zařazená do řádu brukvotvarých.

## Změny v taxonomii
Čeleď papájovité byla v taxonomických systémech založených na morfologii řazena různě, někdy byla v řádu violkotvaré, jindy měla samostatný řád papájotvaré. S nástupem kladistického taxonomického systému APG III byla čeleď na základě evolučních vztahů začleněna do řádu brukvotvarých.

## Rozšíření
Jsou to rostliny tropů a subtropů, pocházejí pravděpodobně ze Střední a Jižní Ameriky a ze Západní Afriky (rod Cylicomorpha). Postupně se rozšířily do paleotropické oblasti celé zeměkoule. V ČR se pěstují jen v botanických zahradách, např. v Praze a Liberci.

## Popis
Papájovité jsou tvořeny částečně dřevnatějícími bylinami mající převážně tvary stromů a keřů nebo jsou zřídka přízemní (rod Jarilla). Jsou málo větvené, na vrcholcích mají shluky listů. „Stromy“ s nepravými měkkými kmeny, (ve skutečnosti to jsou lodyhy), mohou dorůst do výše až 10 m a jsou vzhledem podobné palmám. Povrchová pletiva „kmenů“ jsou vyztužena síti zpevňujících vláken. Některé druhy mají lodyhy dužnaté a řadíme je mezi sukulenty. Rostliny mají v pletivu latex.
Veliké střídavé řapíkaté listy jsou jednoduché nebo dlanitě složené, lístky bývají zpeřeně laločné. Čepel listů bývá obvykle celokrajná, vzácně rozeklaná. Občas se vyskytují palisty, které bývají trnité. Mezofyl obsahuje krystaly šťavelanu vápenatého.
Rostliny jsou jednodomé i dvoudomé, některé jsou mnohomanželné. Cyklické úžlabní květy, bývají jedno i oboupohlavné, jsou solitérní nebo seřazeny do vrcholičnatých (samičí) nebo latnatých (samčí) květenství. 5četné květy mají lísky ve dvou přeslenech, korunní jsou zkroucené nebo miskovité, kališní jsou drobné. U samčích květů s prodlouženými nitkami vytváří koruna krátkou trubku, u samičích dlouhou. Tyčinek bývá 5 nebo 10 a jsou uspořádány v jednom nebo dvou přeslenech. Synkarpní gyneceum se skládá z 5 plodolistů. Svrchní semeníky mají jednu nebo pět čnělek, blizen je také pět. Opylovači jsou hlavně motýli a můry.
Plody jsou dužnaté nepukavé bobule s mnoha hnědými nebo černými semeny obklopenými slizem, mají hodně endospermu (znak starobylosti).
Pohlavnost stromu se dočasně může změnit při vysokých teplotách prostředí nebo trvale při hrubém zásahu, např. při uříznutí vrcholku.

## Zástupci
- papája (Papaya)
- žakaracie (Jacaratia)[7]

## Využití
Většina druhů se pěstuje pro velké výživné plody, které slouží jako potrava nejen lidem. Mnohé plody obsahují latex s enzymy rozkládající bílkoviny a zmírňující bolest. Semen některých druhů se používá jako náhrada pepře a v léčitelství.

## Rody
Čeleď papájovité není příliš rozsáhlá, je do ní řazeno 4 až 5 rodů s asi 30 druhy. Zde je novější varianta s 5 rody, ve které rod papája zůstal monotypický s jediným druhem. Druhově nejbohatší je rod Vasconcellea (asi 20), do kterého byly přesunuty bývalé druhy rodu papája.
- papája (Carica) L.
- Cylicomorpha Urb.
- Jacaratia A. DC.
- Jarilla Rusby
- Vasconcellea A. St.-Hil.

Fylogenetické studie naznačují, že nejbližší příbuznou čeledi je Moringaceae pocházející z indického subkontinentu a Afriky.